# Zăbrani
Zăbrani (en hongrois : Zábránz, en allemand : Sabran-Guttenbrunn) est une commune du județ d'Arad, Roumanie qui compte 4 251 habitants.
La commune est composée de 3 villages : Chesinț, Neudorf et Zăbrani.

## Culture
D'après le recensement de 2011, la commune compte 4 251 habitants, en forte baisse par rapport au recensement de 2002 où elle en comptait 4 472.